# 索夫龍·斯特凡·穆德里
索夫龍·斯特凡·穆德里（英語：Sofron Stefan Mudry，1923年11月27日－2014年10月31日）是烏克蘭希臘禮天主教會主教。

## 外部連結
- Catholic-Hierarchy （页面存档备份，存于）